# Mark Hunt
Mark Hunt (South Auckland, 23 de março de 1974) é um lutador de kickboxing e de artes marciais mistas da Nova Zelândia. A carreira de Mark Hunt, assim como suas lutas, é marcada pela superação e reviravolta. Hunt tem lutas notáveis contra Fedor Emelianenko,Wanderlei Silva, Mirko Filipović, Stefan Struve, Junior dos Santos,  Antônio Pezão, Roy Nelson e Frank Mir.
Foi campeão do K-1 World GP 2001, ao vencer Francisco Filho no round extra.
Iniciou sua carreira de lutador por acaso quando saia de uma boate e foi surpreendido por um agressor, onde se defendeu com muita técnica, o segurança da boate ao ver seu desempenho na luta o despertou o interesse. Mark Hunt representa a Liverpool Kickboxing no Pride e já representou no K1 também, Mark Hunt tem vários títulos acumulados no K1.

## Carreira no MMA

### Ultimate Fighting Championship
Hunt estreou no UFC em 25 de setembro de 2010 no UFC 119 contra o até então invicto Sean McCorkle. Hunt apareceu com muito mais peso que na época do Pride, e acabou sendo derrotado por uma chave-de-braço aos 1:03 do primeiro round. Hunt, que tinha sido contratado à contragosto por Dana White, ficou muito perto da demissão.
Numa luta valendo seu emprego, Hunt derrotou Tuchscherer por nocaute no segundo round no UFC 127, e ganhou o prêmio nocaute da noite. Com isso deu fim a uma sequência de 6 derrotas, e 5 anos sem vencer.
No UFC 135 em Setembro de 2011, Hunt venceu Ben Rothwell por decisão unânime.
Hunt nocauteou o francês Cheick Kongo no primeiro round em Fevereiro de 2012 no UFC 144.
No UFC on Fuel TV: Silva vs. Stann em Março de 2013, Hunt levou o prêmio de nocaute da noite contra o gigante Stefan Struve. O lutador teve de ser levado para o hospital em Saitama, no Japão, por ter sofrido uma fratura no maxilar após o golpe de esquerda que decretou o final da luta. O nocaute rendeu a Hunt o prêmio de "Nocaute da noite", no valor de US$ 50 mil (cerca de R$ 100 mil).
Apenas 2 meses depois de nocautear Struve, Hunt substituiu Alistair Overeem numa luta contra Junior dos Santos em 25 de Maio de 2013 no UFC 160. valendo o titleshot para os pesos pesados. A luta foi muito dura, e Hunt conseguiu golpear Cigano com vários contragolpes, mesmo com o dedão do pé quebrado. No entanto, um espetacular chute rodado levou o neozelandês à lona. A luta faturou o título de luta da noite.
Hunt enfrentou "Pezão" em 6 de dezembro de 2013 no evento principal do UFC Fight Night: Hunt vs. Pezão. Em uma bela luta, onde Hunt e Pezão estiveram perto de finalizar, os dois ficaram com um empate após cinco rounds. Ao soar do fim da luta, os dois se abraçaram e foram aplaudidos de pé por toda a arena, inclusive por Bruce Buffer. Empolgado, Dana White classificou por twitter como a luta mais "louca" da história dos pesos pesados, e completou: "Nunca estive tão feliz com um empate na minha vida. Os vencedores são os fãs! Ambos vão levar o bonus da noite, e talvez eu compre uma ilha privada para os dois lutadores!"  Hunt e Pezão levaram o prêmio de luta da noite. Logo após a luta, Pezão foi flagrado no anti-doping.
Hunt derrotou Roy Nelson em 20 de setembro de 2014 no evento principal do UFC Fight Night: Hunt vs. Nelson. Hunt venceu a luta com um nocaute no segundo round se tornando o primeiro lutador a nocautear Roy Nelson no UFC, faturando assim o prêmio de Performance da Noite.
Após a vitória sobre Nelson, o UFC colocou Hunt para enfrentar Fabrício Werdum como substituto de Cain Velasquez, valendo Cinturão Peso Pesado Interino do UFC, em 15 de Novembro de 2014 no UFC 180. Hunt começou a luta bem, aplicou dois knockdowns, mas viu sua chance de ser campeão indo embora no segundo round quando sentiu uma joelhada de Werdum e foi ao chão, onde recebeu alguns socos até o árbitro interromper a luta.
Após sua derrota na luta pelo título interino, Hunt novamente sofreu uma derrota, dessa vez para Stipe Miocic em 9 de Maio de 2015 no UFC Fight Night: Miocic vs. Hunt. Ele foi derrotado por nocaute técnico no quinto round.
Hunt fez a revanche da épica luta contra Antônio Silva em 14 de Novembro de 2015 no UFC 193. Hunt venceu a luta por nocaute técnico ainda no primeiro round.
Hunt enfrentou o ex campeão do ufc Frank Mir em 19 de Março de 2016 no evento principal UFC Fight Night: Hunt vs. Mir. Hunt precisou de apenas um round para vencer Mir por nocaute.
Hunt enfrentou o ex-campeão Brock Lesnar no co-evento principal do UFC 200 e perdeu por decisão unânime. o resultado passou a ser um '' no contest '' após Lesnar cair no doping
Hunt enfrentou o holandês Alistair Overeem  no UFC 209 e acabou nocauteado no 3 round.
Hunt acabou com a fase ruim lutando em casa, venceu o lutador em ascensão Derrick Lewis por nocaute no UFC Fight Night: Lewis vs. Hunt.

### Particularidades
Mark Hunt costuma surpreender seus adversários pela tranquilidade que apresenta em todas suas lutas, mesmo em momentos difíceis, parece não se importar com os golpes contundentes de seu adversário. Sua tática é não gastar energia desnecessariamente, o que erroneamente é interpretado como despreparo ou exaustão para os desavisados. O resultado é a reviravolta surpreendente no combate, onde qualquer um que não estiver preparado devidamente, poderá sucumbir com socos fortíssimos em intervalos variáveis. Junior dos Santos afirmou que Hunt tem a "mão muito pesada", onde todo cuidado é pouco. A luta entre Pezão e Hunt foi considerada como uma das melhores da história do UFC, fato que evidencia Hunt como o mesmo sereno e implacável lutador, que se defendeu muito bem de um agressor ao sair de uma boate.

## Títulos

### Kickboxing
- Campeão do K-1 World GP 2001
- Campeão do K-1 World GP 2001 in Fukuoka
- 3º lugar no K-1 World GP 2001 in Melbourne
- Campeão do K-1 Oceania Tournament Elimination 2000
- Campeão do K-1 Oceania Tournament Elimination 2000
- Campeão do K-1 American Latin Tournament Medianeira 2010

### Artes Marciais Mistas
- Fight Matrix
  - Novato do Ano de 2005
  - Maior virada do Ano de 2004 vs. Wanderlei Silva
- World MMA Awards
  - Nocaute do Ano 2014 vs. Roy Nelson

- Ultimate Fighting Championship
  - Nocaute da Noite (2 vezes)
  - Luta da Noite(3 vezes)
  - Performance da Noite(2 vezes)

## Cartel no MMA
| Cartel no MMA   |             |             |
| 29 lutas        | 13 vitórias | 14 derrotas |
| Por nocaute     | 10          | 5           |
| Por finalização | 0           | 7           |
| Por decisão     | 3           | 2           |
| Empates         | 1           | 1           |
| No contest      | 1           | 1           |

| Res.    | Cartel      | Oponente          | Método                         | Evento                                  | Data       | Round | Tempo | Local                 | Notas |
| ------- | ----------- | ----------------- | ------------------------------ | --------------------------------------- | ---------- | ----- | ----- | --------------------- | --- |
| Derrota | 13-14-1 (1) | Justin Willis     | Decisão (unânime)              | UFC Fight Night: dos Santos vs. Tuivasa | 01/12/2018 | 3     | 5:00  | Adelaide              | |
| Derrota | 13-13-1 (1) | Oleksiy Oliynyk   | Finalização (mata leão)        | UFC Fight Night: Hunt vs. Oliynyk       | 15/09/2018 | 1     | 4:26  | Moscovo               | |
| Derrota | 13-12-1 (1) | Curtis Blaydes    | Decisão (unânime)              | UFC 221: Romero vs. Rockhold            | 10/02/2018 | 3     | 5:00  | Perth                 | |
| Vitória | 13-11-1 (1) | Derrick Lewis     | TKO (cotoveladas e socos)      | UFC Fight Night: Lewis vs. Hunt         | 11/06/2017 | 4     | 3:51  | Auckland              | Luta da Noite. |
| Derrota | 12-11-1 (1) | Alistair Overeem  | KO (joelhada)                  | UFC 209: Woodley vs. Thompson II        | 04/03/2017 | 3     | 1:44  | Las Vegas, Nevada     | |
| NC      | 12-10-1 (1) | Brock Lesnar      | Sem Resultado                  | UFC 200: Tate vs. Nunes                 | 09/07/2016 | 3     | 5:00  | Las Vegas, Nevada     | Originalmente derrota por decisão unânime. Lesnar testou positivo no exame antidoping e o resultado foi alterado para NC.. |
| Vitória | 12-10-1     | Frank Mir         | KO (soco)                      | UFC Fight Night: Hunt vs. Mir           | 19/03/2016 | 1     | 3:01  | Brisbane              | Performance da Noite. |
| Vitória | 11-10-1     | Antônio Pezão     | TKO (soco)                     | UFC 193: Rousey vs. Holm                | 14/11/2015 | 1     | 3:41  | Melbourne             | |
| Derrota | 10-10-1     | Stipe Miocic      | TKO (socos)                    | UFC Fight Night: Miocic vs. Hunt        | 09/05/2015 | 5     | 2:47  | Adelaide              | |
| Derrota | 10-9-1      | Fabricio Werdum   | TKO (joelhada voadora e socos) | UFC 180: Werdum vs. Hunt                | 15/11/2014 | 2     | 2:27  | Cidade do México      | Pelo Cinturão Peso Pesado Interino do UFC.                                                                                 |
| Vitória | 10-8-1      | Roy Nelson        | KO (soco)                      | UFC Fight Night: Hunt vs. Nelson        | 20/09/2014 | 2     | 3:00  | Saitama               | Performance da Noite.Nocaute do Ano(2014).                                                                                 |
| Empate  | 9-8-1       | Antônio Pezão     | Empate (majoritário)           | UFC Fight Night: Hunt vs. Pezão         | 07/12/2013 | 5     | 5:00  | Brisbane              | Luta da Noite. |
| Derrota | 9-8         | Junior dos Santos | KO (chute rodado)              | UFC 160: Velasquez vs. Silva II         | 25/05/2013 | 3     | 4:18  | Las Vegas, Nevada     | Pela vaga de desafiante nº 1 ao Cinturão; Luta da Noite.                                                                   |
| Vitória | 9-7         | Stefan Struve     | KO (soco)                      | UFC on Fuel TV: Silva vs. Stann         | 02/03/2013 | 3     | 1:44  | Saitama               | Nocaute da Noite |
| Vitória | 8-7         | Cheick Kongo      | TKO (socos)                    | UFC 144                                 | 26/02/2012 | 1     | 2:11  | Saitama               | |
| Vitória | 7-7         | Ben Rothwell      | Decisão (unânime)              | UFC 135                                 | 24/09/2011 | 3     | 5:00  | Denver, Colorado      | |
| Vitória | 6-7         | Chris Tuchscherer | KO (soco)                      | UFC 127                                 | 27/02/2011 | 2     | 1:41  | Sydney                | Nocaute da Noite |
| Derrota | 5-7         | Sean McCorkle     | Finalização (chave de braço)   | UFC 119                                 | 25/09/2010 | 1     | 1:03  | Indianapolis, Indiana | Estreia no UFC. |
| Derrota | 5-6         | Gegard Mousasi    | Finalização (chave de braço)   | Dream 9                                 | 26/05/2009 | 1     | 1:20  | Yokohama              | Quartas de Final do GP Super Hulk do Dream.                                                                                |
| Derrota | 5-5         | Melvin Manhoef    | KO (socos)                     | Dynamite!! 2008                         | 31/12/2008 | 1     | 0:18  | Saitama               | |
| Derrota | 5-4         | Alistair Overeem  | Finalização (americana)        | Dream 5                                 | 21/07/2008 | 1     | 1:11  | Osaka                 | |
| Derrota | 5-3         | Fedor Emelianenko | Finalização (kimura)           | Pride Shockwave 2006                    | 31/12/2006 | 1     | 8:16  | Saitama               | Pelo Cinturão Peso Pesado do Pride.                                                                                        |
| Derrota | 5-2         | Josh Barnett      | Finalização (kimura)           | Pride Critical Countdown Absolute       | 01/07/2006 | 1     | 2:02  | Saitama               | Quartas de Final do Grand Prix de Peso Aberto do Pride                                                                     |
| Vitória | 5-1         | Tsuyoshi Kohsaka  | TKO (socos)                    | Pride Total Elimination Absolute        | 05/05/2006 | 2     | 4:15  | Osaka                 | Round de Abertura do Grand Prix de Peso Aberto do Pride                                                                    |
| Vitória | 4-1         | Yosuke Nishijima  | KO (soco)                      | Pride 31                                | 26/02/2006 | 3     | 1:18  | Saitama               | |
| Vitória | 3-1         | Mirko Filipović   | Decisão (dividida)             | Pride Shockwave 2005                    | 31/12/2005 | 3     | 5:00  | Saitama               | |
| Vitória | 2-1         | Wanderlei Silva   | Decisão (dividida)             | Pride Shockwave 2004                    | 31/12/2004 | 3     | 5:00  | Saitama               | |
| Vitória | 1-1         | Dan Bobish        | TKO (chute no corpo)           | Pride 28                                | 31/10/2004 | 1     | 6:23  | Saitama               | |
| Derrota | 0-1         | Hidehiko Yoshida  | Finalização (chave de braço)   | Pride Critical Countdown 2004           | 20/06/2004 | 1     | 5:25  | Saitama               | |